# Peter Pears
Sir Peter Neville Luard Pears (Farnham, 22 giugno 1910 – Aldeburgh, 3 aprile 1986) è stato un tenore inglese.

## Biografia e percorso artistico
Dal 1923 al 1928 studia a Lancing nel distretto di Adur.
A Oxford nel 1928 ha studiato musica al Keble College facendo anche pratica da assistente organista al Hertford College.
Dal 1934 studia al Royal College of Music di Londra. 
Nel 1936 registra Corpus Christi Carol di Peter Warlock e conosce vicino a Thatcham il giovane Benjamin Britten, di cui diverrà in seguito partner nell'arte e nella vita.
Nel 1937 canta nella prima assoluta di The Company of Heaven di Britten con la compagnia di Felix Aylmer e la BBC Symphony Orchestra e nel 1938 canta nel Coro del Glyndebourne Festival Opera.
Nel 1942 canta nella prima assoluta di Seven Sonnets of Michelangelo di Britten con il compositore al pianoforte nella Wigmore Hall di Londra e nel 1943 in Serenade for Tenor, Horn and Strings di Britten ancora nella Wigmore Hall.
Dal 1943 canta al Sadler's Wells Theatre di Londra dove nel 1945 è il protagonista nel successo della prima assoluta di Peter Grimes.
Nel 1944 è Ferrando in Così fan tutte ed il Conte Almaviva ne Il barbiere di Siviglia (Rossini) per il Sadler's Wells Opera a Glasgow ed Edimburgo.
Sempre nel 1945 canta nella prima assoluta di The Holy Sonnets of John Donne di Britten con il compositore al pianoforte nella Wigmore Hall.
Nel 1946 è il personaggio del Coro Maschile nella trionfale prima assoluta di The Rape of Lucretia diretta da Ernest Ansermet con Kathleen Ferrier a Glyndebourne e cantata anche a Edimburgo, Oxford, Manchester, Liverpool, al Sadler's Wells, Amsterdam e Glasgow.
Nel 1947 è il protagonista nella prima assoluta di Albert Herring di Britten diretto dal compositore a Glyndebourne, canta nella prima assoluta di Canticle I: My beloved is mine di Britten con il compositore al pianoforte nella Wigmore Hall ed è Peter Grimes al Royal Opera House, Covent Garden di Londra.
Nel 1948 è Macheath ne L'opera del mendicante nel rifacimento di Britten diretto dal compositore a Cambridge e canta nella prima assoluta di Saint Nicolas diretto dal compositore ad Aldeburgh.
Nel 1949 canta nella prima assoluta di Spring Symphony di Britten diretto da Eduard van Beinum con la Ferrier al Concertgebouw di Amsterdam.
Ancora al Covent Garden nel 1951 è Tamino in Il flauto magico diretto da Erich Kleiber ed Edward Fairfax Vere nella prima assoluta di Billy Budd diretto da Britten.
Nel 1952 è Abraham nella prima assoluta di Canticle II: Abraham and Isaac di Britten con la Ferrier e con il compositore al pianoforte all'Università di Nottingham.
Nel 1952-1953, mentre Britten era impegnato a comporre la sua opera Gloriana, sostituì il pianista Noel Mewton-Wood per accompagnare Pears, suo compagno.
Nel 1953 è Robert Devereux count of Essex nella prima assoluta di Gloriana con John Pritchard e David Tree alla presenza di Elisabetta II del Regno Unito a Londra, e canta nella prima assoluta di Winter Words di Britten con il compositore al pianoforte al Festival di Reading e Leeds.
Nel 1954 al Teatro La Fenice per la Biennale di Venezia è Prologue/Narrator/Peter Quint nella prima assoluta di Il giro di vite (opera) diretto dal compositore, cantato anche al Sadler's Wells Theatre, e al Covent Garden è Pandarus nella prima assoluta di Troilus and Cressida di William Walton diretto da Malcolm Sargent con Magda László.
Nel 1955 canta la prima assoluta di Canticle III: Still Falls the Rain, the Raids, 1940, Night and Dawn di Britten con il compositore al pianoforte nella Wigmore Hall, Vazhek ne La sposa venduta diretto da Rafael Kubelík con Tree al Covent Garden e Prologue/Narrator/Peter Quint ne Il giro di vite diretto da Britten al Teatro della Pergola di Firenze.
Nel 1956 a Londra è Boaz nella prima assoluta di Ruth di Lennox Berkeley diretto da Charles Mackerras e nel 1957 al Covent Garden David in I maestri cantori di Norimberga diretto da Kubelik con Joan Sutherland e Tree.
Nel 1958 è Lacouf in Les mamelles de Tirésias di Poulenc, diretto da Mackerras, con il compositore e Britten ai pianoforti, e canta nella prima assoluta di Songs from the Chinese di Britten con Julian Bream ad Aldeburgh, nella prime assolute di Nocturne di Britten con la BBC Symphony Orchestra a Leeds, di Sechs Hölderlin-Fragmente di Britten con il compositore al pianoforte a Francoforte sul Meno, trasmesso dalla BBC.
Nel 1960 è Flute nella prima assoluta di Sogno di una notte di mezza estate diretto dal compositore con Alfred Deller e canta nella prima assoluta di Cantata academica di Britten all'Università di Basilea ed Edward Fairfax Vere in Billy Budd diretto dal compositore per la radio BBC.
Nel 1962 canta nella prima assoluta di War Requiem di Britten con Heather Harper e Dietrich Fischer-Dieskau a Coventry e Prologue/Peter Quint ne Il giro di vite per l'English Opera Group di Edimburgo.
Nel 1963 canta nelle prime assolute di Novae de infinito laudes di Hans Werner Henze diretto dal compositore con Elisabeth Söderström e Fischer-Dieskau a Venezia e riproposta a Colonia, e di Cantata misericordium di Britten diretto da Ansermet con Fischer-Dieskau al Grand Théâtre di Ginevra, nel War Requiem con la Harper a Venezia, e impersona Macheath ne L'opera del mendicante diretto da Britten con Janet Baker e la Harper per l'English Opera Group a Edimburgo.
Nel 1964 è Mother-Madwoman nella prima assoluta di Curlew River di Britten diretto dal compositore ad Aldeburgh cantato nel 1965 diretto da Britten a Parçay-Meslay.
Sempre nel 1965 canta nel War Requiem diretto da Ansermet con l'Orchestre de la Suisse Romande e la Harper a Ginevra. 
Nel 1966 è Nebuchadnezar nella prima assoluta di The Burning Fiery Furnace di Britten diretto dal compositore ad Aldeburgh e nel 1968 Abbot/Tempter nella prima assoluta di The Prodigal Son di Britten ad Aldeburgh, cantato anche nel 1969 a Parçay-Meslay.
Nel novembre 1970 ricopre il ruolo di Sir Philip Wingrave/Narrator in Owen Wingrave di Britten, diretto dal compositore con la Harper e la Baker nelle riprese per la BBC Two a Snape che verranno trasmesse nel maggio 1971 anche dalla National Educational Television di New York.
Sempre nel 1971 canta nelle prime assolute di Britten Who Are These Children? con il compositore al pianoforte al National Gallery of Scotland di Edimburgo e di Canticle IV: The journey of the Magi con James Bowman ad Aldeburgh.
Nel 1973 è Sir Philip Wingrave/Narrator in Owen Wingrave con la Harper e la Baker al Covent Garden, Gustav von Aschenbach nella première di Death in Venice con la English Chamber Orchestra e Bowman a Snape, cantata anche a Venezia e a Edimburgo per l'English Opera Group e Prologue/Peter Quint ne Il giro di vite a Ginevra.
Al Metropolitan Opera House di New York debutta come Gustav von Aschenbach nella prima statunitense di Death in Venice.
Nel 1975 canta nella prima assoluta di Canticle V: The Death of St. Narcissus di Britten al castello Elmau tra Garmisch-Partenkirchen e Mittenwald.
Nel 1976 è Johnny Inkslinger in Paul Bunyan di Britten per la radio BBC e canta nella première di A Birthday Hansel di Britten a Cardiff.
Nel 1978 è Captain Vere in Billy Budd diretto da Raymond Leppard al Metropolitan e nel 1979 canta nella première di Façade di Walton diretto dal compositore a Snape.

## Repertorio
| Ruolo                       | Titolo                         | Autore      |
| --------------------------- | ------------------------------ | ----------- |
| Johnny Inkslinger           | Paul Bunyan                    | Britten     |
| Peter Grimes                | Peter Grimes                   | Britten     |
| Coro maschile               | The Rape of Lucretia           | Britten     |
| Albert Herring              | Albert Herring                 | Britten     |
| Alfred Clem                 | The Little Sweep               | Britten     |
| Edward Fairfax Vere         | Billy Budd                     | Britten     |
| Robert Devereux             | Gloriana                       | Britten     |
| Peter Quint Prologo         | The turn of the screw          | Britten     |
| Flute Lysander              | A Midsummer Night's Dream      | Britten     |
| Madwoman                    | Curlew River                   | Britten     |
| Nebuchadnezzar              | The Burning Fiery Furnace      | Britten     |
| The Tempter                 | The Prodigal Son               | Britten     |
| General Sir Philip Wingrave | Owen Wingrave                  | Britten     |
| Gustav von Aschenbach       | Death in Venice                | Britten     |
| Acis                        | Acis and Galatea               | Händel      |
| Ferrando                    | Così fan tutte                 | Mozart      |
| Tamino                      | Die Zauberflöte                | Mozart      |
| Lacouf                      | Les mamelles de Tirésias       | Poulenc     |
| Rodolfo                     | La bohème                      | Puccini     |
| Imperatore Altoum           | Turandot                       | Puccini     |
| Æneas                       | Dido and Æneas                 | Purcell     |
| Coridon Phoebus             | The Fairy Queen                | Purcell     |
| Conte d'Almaviva            | Il barbiere di Siviglia        | Rossini     |
| Vasek                       | Prodaná nevěsta                | Smetana     |
| Oedipus                     | Oedipus Rex                    | Stravinskij |
| Duca di Mantova             | Rigoletto                      | Verdi       |
| Alfredo Germont             | La traviata                    | Verdi       |
| David                       | Die Meistersinger von Nürnberg | Wagner      |
| Pandarus                    | Troilus and Cressida           | Walton      |

## Discografia parziale
- Bach, Oratorio di Natale - Münchinger/Ameling/Watts/Pears, Decca
- Bach, Passione Giovanni - Britten/Pears/Howell/Harper, Decca
- Bach: St Matthew Passion - Christa Ludwig/Elisabeth Schwarzkopf/Helen Watts/Nicolai Gedda/Otto Klemperer/Philharmonia Orchestra & Choir/Sir Peter Pears/Walter Legge/Wilfred Brown, 1963 EMI
- Britten: Albert Herring - Sir Peter Pears/English Chamber Orchestra/Benjamin Britten, 1962 Decca
- Britten, Billy Budd - Britten/Glossop/Pears/Bowman, 1967 London
- Britten: Curlew River - Sir Peter Pears/John Shirley-Quirk/Harold Blackburn/Bryan Drake/Bruce Webb/English Opera Group/Benjamin Britten, 1966 Decca
- Britten: Folksongs - Sir Peter Pears/Benjamin Britten, Decca
- Britten, Giro di vite - Britten/Pears/Hemmings/Vyvyan, 1954 London
- Britten, Morte a Venezia - Bedford/Pears/Bowman/Bowen, London
- Britten, Peter Grimes - Britten/Watson/Pears/Kelly, 1958 Decca
- Britten, Seren./Illuminations/Nocturne - Pears/Tuckwell/Britten/ECO, 1963/1966 London
- Britten, Sogno di una notte - Britten/Watts/Pears/Veasey, 1966 London
- Britten: St. Nicolas, Op. 42 - Benjamin Britten/David Hemmings/Sir Peter Pears/The Aldeburgh Festival Choir/The Aldeburgh Festival Orchestra, 1955 Decca
- Britten, War requiem - Britten/Pears/Fischer-Dieskau, 1963 Decca
- Schubert, Winterreise - Pears/Britten, 1963 Decca
- Stravinsky: Oedipus Rex - Alec McCowen/Kerstin Meyer/Sir Peter Pears/Ryland Davies/Benjamin Luxon/Stafford Dean/John Alldis Choir/London Philharmonic Orchestra/Sir Georg Solti, 1977 Decca
- Pears, Anniversary Tribute (contiene numerose reg. inedite) - Pears/Britten, 1944/1976 Decca
- Heavenly Love, Earthly Joy - Elizabethan Lute Songs by John Dowland and Others - Julian Bream/Sir Peter Pears, 1993 BMG/Sony

## DVD parziale
- Britten, Billy Budd - Mackerras/Glossop/Pears/LSO, 1966 Decca
- Britten, Owen Wingrave - Britten/Pears/Baker/Harper, 1971 Decca
- Schubert Britten, Winterreise/Folksongs - Pears/Britten, 1964/1970 Decca
- Britten Pears, The Britten-Pears Collection - Film storici della BBC, 1963/1971 Decca